# Canarische roodborsttapuit
De Canarische roodborsttapuit (Saxicola dacotiae) is een zangvogel die behoort tot de familie van de vliegenvangers. Deze soort is een voor uitsterven gevoelige endemische roodborsttapuit op de Canarische eilanden.

## Kenmerken
De vogel is 11 tot 12,5 cm lang, iets kleiner dan de (gewone) roodborsttapuit, met een iets dunnere en langere snavel. Verder lijkt de vogel qua gedrag en verenkleed sterk op de roodborsttapuit. Het mannetje heeft een bruinzwarte kop en een smalle, witte wenkbrauwstreep. Bij beide seksen loopt het lichtgekleurde halsbandje verder door dan bij de gewone roodborsttapuit.

## Verspreiding en leefgebied
Deze soort is endemisch op de Canarische eilanden en telde twee ondersoorten:
- S. d. dacotiae: het eiland Fuerteventura.
- † S. d. murielae: het eiland Alegranza.

S. d. murielae was tot het begin van de 20ste eeuw algemeen op Alegranza, maar stierf uit door de introductie van invasieve roofdieren. S. d. dacotiae: komt voor op Fuerteventura in dichtbegroeide bergkloven (barranco's), maar ook wel in stroken ruig begroeid terrein in lavavelden, langs beken en in kleinschalig agrarisch landschap.

## Status
De Canarische roodborsttapuit heeft een beperkt verspreidingsgebied en daardoor is de kans op uitsterven aanwezig. De grootte van de populatie werd in 2017 door BirdLife International geschat op 13,4 tot 15,5 duizend individuen en de populatie-aantallen nemen af door habitatverlies. Het leefgebied wordt aangetast door de aanleg van infrastructuur ter bevordering van het toerisme, aanleg van golfbanen en steeds intensievere beweiding door geiten en predatie door verwilderde huiskatten. Om deze redenen staat deze soort als gevoelig op de Rode Lijst van de IUCN.